# 補習科
補習科（ほしゅうか）とは、日本で浪人生を対象として普通科の高等学校に設置された学科のことである。鳥取県のように専攻科が浪人生向け教育を担っているところもあった。明治時代に中学校令として設置された「補習科」が起源であるとされており、その補習科を中学校令が失効した後もそのまま継続させたものである。現在、公立高校に補習科を設置させてもよいという法律の根拠はない。
地方の予備校が少ない地域の普通科高校で設置させることが多く、予備校に比べるとかなり安い授業料で授業を受けることができる。その高校の卒業生しか入科できない場合が多いが、周辺校の卒業生の入科を認めている学校もある。また、その高校の卒業生であっても前年度の卒業生しか入科を認めていない高校が多いが、香川県立高松西高等学校のように複数年度にわたり入科・在籍を認めている高校も存在する。希望者は誰でも入科できるというわけではなく、入科試験を行っている学校が多い。現役時より校則が厳しいことが多い（例えば、数回遅刻で退学など）。授業を行う等の生徒の指導をするのは、その高校の教員である場合が多い。
東京都においては1968年（1967年度）に都の指導により都立高校の補習科は廃止された。予備校の進出、自治体の財政上の問題、入科希望者の減少などを理由に多くの高校で補習科は廃止され、現在補習科が存置されている高校のある県は少ない。島根県、岡山県、香川県、宮崎県のみである。
2019年現在、島根県内の補習科5校は、年に1回、運動と交流の場として、ソフトボール大会を開催している。

## 補習科のある学校
- 岡山県立岡山朝日高等学校
- 岡山県立岡山操山高等学校
- 岡山県立岡山一宮高等学校
- 岡山県立岡山芳泉高等学校
- 香川県立観音寺第一高等学校
- 香川県立高松高等学校
- 香川県立高松西高等学校
- 香川県立丸亀高等学校
- 高松第一高等学校（高松市立）
- 島根県立出雲高等学校
- 島根県立浜田高等学校
- 島根県立松江北高等学校
- 島根県立松江南高等学校
- 島根県立松江東高等学校
- 宮崎県立宮崎南高等学校

## 専攻科廃止後に、NPO法人が補習科に類する学校を設置した例
- 倉吉鴨水館 - 鳥取県立倉吉東高等学校の専攻科廃止に伴い、高校既卒の大学志望者の勉学の場としてNPO法人が同校の敷地内に設置した教育施設。認可を受けて2017年に各種学校となった。県立高校併設型予備校。
- 勝田ヶ丘志学館 - 鳥取県立米子東高等学校の敷地内の同窓会館を校舎として2019年4月に開学。同校OB・PTAが設立したNPO法人が、高校既卒者の大学進学に向けた総合的な学力の向上と未来を拓く人財育成を目標として設置した。同校の元教員を中心に教育が行われている。2013年に専攻科が廃止されて以降、同校卒の浪人者数に変化がないにもかかわらず、家庭の経済状況によって自宅浪人者と県外予備校浪人者の二極分化が進んだことが志学館の設置のきっかけとなった。

## 補習科が独立した例
- 城北中学校・高等学校・城北予備校 - 旧制東京府立第四中学校の補習科が私立学校として分離・独立し、戦後中高一貫校と予備校に発展した（現在予備校は廃止）。
- 福高研修学園 - 福岡県立福岡高等学校の補習科が学校法人として独立し、福岡高等学校の敷地内に予備校として存在していた（2016年閉校）。福岡県内で最後まで残った県立高校併設型予備校であった。

## 補習科に類する課程の例
- 学校法人八洲学園
  - やしま高等専修学校 - 専修学校高等課程の3年の本科の上に2年制の「専攻科」があり、学習障害や発達障害の生徒に社会的自立を促す教育を行なっている。専攻科を名乗るものの学校教育法に定められた専攻科とは異なる。
  - 八洲学園高等学校 - 前述のやしま高等専修学校の専攻科での実績を基に、5年間在籍で発達障害のなどの生徒の社会的自立を促すための5年制コースを全国の通信制高校で初めて設けた。
- 学校法人国際学園
  - 星槎国際高等学校 - 前述の八洲学園のように、社会的自立を促す「専攻科 標準コース」（修業年限1年以上）が設けられている。なお、かつての鳥取県立の高校専攻科のように、正式な専攻科として認可されており、大学とのダブルスクール生や高校新卒後の進学先や就職先を中途で辞め、高校在校時からの慣れた先生との繋がりを継続して入学する人もいる。
- 高月講習会

　　　福島県立磐城高等学校同窓会が同窓会館に設置した予備校。

## 近年補習科が廃止された学校
- 香川県立坂出高等学校

## 学校群制度導入後(1968年)に補習科が廃止された学校
- 東京都立日比谷高等学校
- 東京都立戸山高等学校
- 東京都立上野高等学校
- 東京都立両国高等学校
- 東京都立小山台高等学校